# Oracle Application Express
Oracle APEX(también conocido como Application Express) es un entorno de desarrollo de software web que se ejecuta en la base de datos Oracle. Esta totalmente soportado y se incluye (sin costo adicional) en todas las ediciones de la base de datos Oracle. Desde la versión 11g, se instala por defecto como parte de la instalación de la base de datos.
APEX se puede usar para crear aplicaciones web complejas que se pueden usar en los navegadores web modernos. Al entorno de desarrollo APEX se accede desde el navegador.

## Lanzamientos
Oracle Application Express se puede instalar en cualquier base de datos Oracle desde la versión 9.2 o superior, y a partir de Oracle 11g se instala con la base de datos por defecto. 
APEX 4.0 y superior se pueden instalar en una base de datos Oracle 10.2.0.3 o superior. APEX 5.0 y superior se pueden instalar en todas las ediciones (SE1, SE y EE) de la base de datos Oracle, 11.1.0.7 o superior con un acuerdo válido de Soporte Técnico de la base de datos Oracle; también se puede usar con Oracle Database 11g Express Edition (XE), pero es soportada a través Oracle Technology Network y no a través de Oracle Support Services.
| Nombre del Producto | Versión      | Lanzamiento        | Notas |
| ------------------- | ------------ | ------------------ | --- |
| HTML DB             | 1.5          | 2004               | Primer lanzamiento. |
| HTML DB             | 1.6          | 2004               | Temas agregados. |
| HTML DB             | 2.0          | 2005               | Taller de SQL agregado. |
| Application Express | 2.1          | Enero de 2006      | HTML DB fue renombrado a APEX. La versión 2.1 de APEX fue incluida en la base de datos Oracle Express Edition (XE). |
| Application Express | 2.2          | 2006               | Aplicaciones Empaquetadas. |
| Application Express | 3.0          | 2007               | Esta versión presentaba varias características nuevas, incluida la impresión de PDF, gráficos en Flash y Migración de Aplicaciones de Access. |
| Application Express | 3.0.1        | July 2007          | Esta versión también podía instalarse en una base de datos Oracle XE. |
| Application Express | 3.1          | Primavera del 2008 | Esta versión incluyó una nueva característica importante conocida como Informes Interactivos (permite a los usuarios finales personalizar un informe sin la intervención del programador, utilizando técnicas como filtro de datos, ordenamiento, agrupación, selección de las columnas mostradas, etc. El usuario puede incluso guardar múltiples versiones de sus informes. El programador puede limitar qué funciones están habilitadas). También se agregó soporte para el tipo de datos BLOB. |
| Application Express | 3.2          | 2009               | Conversión de Forms. |
| Application Express | 4.0          | Junio de 2010      | Algunas características notables son Acciones Dinámicas declarativas (que permiten reaccionar a los cambios en una página sin que el desarrollador tenga que escribir Javascript personalizado) y Plugins (que permiten a los desarrolladores crear componentes personalizados como elementos, regiones y procesos, que se pueden reutilizar en páginas y aplicaciones). También se agregaron Hojas de Cálculo Web y RESTful Web. |
| Application Express | 4.1          | Agosto de 2011     | Las nuevas características notables incluyeron el manejo mejorado (personalizado) de errores, el uso de ROWID para actualizaciones, una función de carga de datos para usuarios finales y Hojas de Cálculo Web mejoradas (un híbrido de una hoja de cálculo y un Wiki, construido usando APEX). |
| Application Express | 4.1.1        | Febrero de 2012    | Las nuevas características notables incluyen un nuevo tema (nublado) y varias plantillas. |
| Application Express | 4.2          | Octubre de 2012    | Nuevas características notables, como el creador de aplicaciones para móviles, temas móviles y receptivos, y soporte HTML5. |
| Application Express | 4.2.1        | Diciembre de 2012  | Corrección de Errores. |
| Application Express | 4.2.2        | Abril de 2013      | Corrección de Errores, Impresión PDF mejorada, nueva aplicación empaquetada: Survey Builder. |
| Application Express | 4.2.3        | Septiembre de 2013 | Este es un conjunto de parches acumulativos para Application Express 4.2.0, Application Express 4.2.1 y Application Express 4.2.2. |
| Application Express | 4.2.4        | Diciembre de 2013  | Este es un conjunto de parches acumulativos para Application Express 4.2.0, Application Express 4.2.1, Application Express 4.2.2 y Application Express 4.2.3. |
| Application Express | 4.2.5        | Abril de 2014      | Este es un conjunto de parches acumulativos para Application Express 4.2.0, Application Express 4.2.1, Application Express 4.2.2, Application Express 4.2.3 y Application Express 4.2.4. |
| Application Express | 4.2.6        | Septiembre de 2014 | Este es un conjunto de parches acumulativos para Application Express 4.2.0, Application Express 4.2.1, Application Express 4.2.2, Application Express 4.2.3, Application Express 4.2.4 y Application Express 4.2.5. |
| Application Express | 5.0          | Abril de 2015      | Las características notables se centran en la productividad del desarrollador y en la mejora de la interfaz de usuario de las aplicaciones de usuario. Esta versión presenta el Diseñador de Páginas, un IDE basado en el navegador que proporciona la función de arrastrar y soltar los componentes a la página, el editor de propiedades y mucho más, lo que reduce la necesidad de ir de una página a otra para realizar cambios. La versión 5.0 también presenta Universal Theme, una interfaz de usuario receptiva para aplicaciones de usuario que se puede personalizar fácil y ampliamente utilizando las Plantillas y Acumulador de Temas. |
| Application Express | 5.0.1        | Julio de 2015      | Este es un conjunto de parches acumulativo para Application Express 5.0.0. |
| Application Express | 5.0.2        | Octubre de 2015    | Este es un conjunto de parches acumulativos para Application Express 5.0.0 y Application Express 5.0.1. |
| Application Express | 5.0.3        | Diciembre de 2015  | Application Express 5.0.3. |
| Application Express | 5.0.4        | Julio de 2016      | Este es un conjunto de parches acumulativos para Application Express 5.0.0 y Application Express 5.0.3. |
| Application Express | 5.1          | Diciembre de 2016  | Las características notables incluyen un nuevo componente "Cuadrículas Interactivas" que proporciona una cuadrícula editable, gráficos basados en Oracle JET, Universal Theme actualizado con opciones de plantilla en vivo y soporte RTL, varias mejoras de UX, actualizaciones de Aplicaciones Empaquetadas y tres nuevas aplicaciones de productividad: Quick SQL , Asistente de cliente REST y Análisis Competitivo. |
| Application Express | 5.1.1        | Marzo de 2017      | Este es un conjunto de parches acumulativo para Application Express 5.1.0. |
| Application Express | 5.1.2        | Junio de 2017      | Este es un conjunto de parches acumulativos para Application Express 5.1.0 y Application Express 5.1.1. |
| Application Express | 5.1.3        | Septiembre de 2017 | Este es un conjunto de parches acumulativos para Application Express 5.1.0 - Application Express 5.1.2. |
| Application Express | 5.1.4        | Diciembre de 2017  | Este es un conjunto de parches acumulativos para Application Express 5.1.0 - Application Express 5.1.3. |
| Application Express | 18.1.0       | Mayo de 2018       | Oracle lanzó la última versión de APEX y se mantuvo en línea con su convención de nomenclatura. APEX pasó de la versión 5.1.4 a la 18.1- Application Express 5.1.4. |
| Application Express | 18.2.0       | Septiembre de 2018 | Reelaboración del asistente "Crear página", posibilidad de actualizar Font APEX, conjuntos de datos de muestra mejorados con otros idiomas. |
| Application Express | 19.1.0       | Marzo de 2019      | Corrección de errores, nuevas características como formularios habilitados para REST, Modo Oscuro, componente de formulario, jQuery y Jet actualizados, API JavaScript mejorada, Cuadrícula Interactiva, carga de datos y gráficos. |
| Application Express | 19.2.0.00.18 | Noviembre 2019     | Nuevas Características |
| Application Express | 20.1.0.00.13 | Abril de 2020      | Nuevas Características |
| Application Express | 20.2.0.00.20 | Octubre de 2020    | Nuevas Características |
| APEX                | 21.1.0       | Mayo de 2021       | Nuevas Características |
| APEX                | 21.2.0       | Noviembre de 2021  | Nuevas Características |
| APEX                | 22.1         | Mayo de 2022       | Nuevas Características |
| APEX                | 22.2         | Noviembre de 2022  | Nuevas Características |
| APEX                | 23.1         | Mayo de 2023       | Novedades de Oracle APEX 23.1 |
| APEX                | 23.2         | Noviembre de 2023  | Novedades de Oracle APEX 23.2 |